# Jonathan Valin
Jonathan Valin (Cincinnati, Ohio, Estados Unidos, 23 de noviembre de 1947) es un escritor de novelas de misterio estadounidense, conocido principalmente por su serie de detectives acerca del personaje Harry Stoner. En 1989, recibió el premio Shamus a la mejor novela de misterio. Tras escribir once novelas sobre Harry Stoner en un período de catorce años, dejó de dedicarse a este género y colaboró en la fundación de Fi, una revista de críticas musicales. Actualmente trabaja como editor y crítico para diversas revistas. Cursó sus estudios en la Universidad de Chicago, ciudad en la que residió durante varios años.

## Obras
- The Lime Pit (1980)
- Final Notice (1980)
- Dead Letter (1981)
- Day of Wrath (1982)
- Natural Causes (1983)
- Life's Work (1986; nominada al premio Anthony a la mejor novela)
- Fire Lake (1987)
- Extenuating Circumstances (1989; premio Shamus a la mejor novela de misterio)[1]
- Second Chance (1991; nominada al premio Shamus a la mejor novela de misterio)[1]
- The Music Lovers (1993)
- Missing (1995)